# Hymenoplia subcinerascens
Hymenoplia subcinerascens är en skalbaggsart som beskrevs av Escalera 1925. Hymenoplia subcinerascens ingår i släktet Hymenoplia och familjen Melolonthidae. Inga underarter finns listade i Catalogue of Life.